# Coupe du monde de tennis de table
La Coupe du monde de tennis de table est une épreuve annuelle qui réunit les meilleurs pongistes internationaux, depuis 1980 chez les hommes et depuis 1996 chez les femmes. Elle comprend également une compétition par équipes depuis 1990. 
Différents formats ont vu le jour, jusqu'en 2020, la compétition individuelle se déroulait sur trois journées avec 20 participants (16 jusqu'en 2017, sauf en 2013 où il y avait déjà eu un essai à 20 participants). Etaient qualifiés, le champion du monde en titre, les champions de chaque continent, puis les joueurs suivants de ces championnats ayant le meilleur classement mondial ITTF. Un pays ne pouvant avoir que 2 qualifiés. Le pays organisateur pouvait inviter un joueur, de même que l'ITTF. 
En 2021, la Coupe du monde est remplacée par les WTT Cup Finals dans le cadre de la refonte du circuit internationnal. En 2023, l'ITTF organise pour la première fois la coupe du monde par équipe mixte puis réintroduit la coupe du monde individuelle en 2024. L'épreuve change alors de format, sont désormais qualifiés 48 joueurs via les coupes continentales et le classement mondial. La  règle de 2 joueurs maximum par pays est supprimée.

## Historique
En individuel, les Chinois ont remporté chez les hommes toutes les éditions depuis 2003, sauf en 2005 (Timo Boll), en 2009 (Vladimir Samsonov) et en 2017 (Dimitrij Ovtcharov), et chez les femmes, toutes les éditions sauf en 2016 (Miu Hirano) . Par équipe, l'équipe de Chine a remporté toutes les éditions depuis 2007, que ce soit du côté des hommes ou des femmes.
L'édition 2013 a été remportée par le Chinois Xu Xin. L'édition 2014 a été remportée par le Chinois Zhang Jike. L'édition 2015 a été remportée par le Chinois Ma Long. L'édition 2016 a été remportée par le Chinois Fan Zhendong. L'édition 2017 a été remportée par Dimitrij Ovtcharov.
L'édition 2018 se tient du 19 au 21 octobre à Disneyland Paris, et est remportée par le numéro un mondial Fan Zhendong.

## Dotations
Il y a une dotation de 109 000 € (150 000 $) pour le tournoi, répartie ainsi (pour l'année 2013):
- Gagnant : 32 706 € (45 000 $)
- Finaliste : 18 170 € (25 000 $)
- 3e place : 10 901 € (15 000 $)
- 4e place : 7 268 € (10 000 $)
- Place 5 à 8 : 4 361 € (6 000 $)
- Place 9 à 12 : 2 907 € (4 000 $)
- Place 13 à 16 : 1 817 € (2 500 $)
- Place 17 à 20 : 908 € (1 250 $)

## Palmarès hommes
Coupe du monde ITTF
| Année      | Lieu                      | Or                    | Argent                | Bronze               |
| ---------- | ------------------------- | --------------------- | --------------------- | -------------------- |
| 2025 (de)  | Macao                     | Hugo Calderano        | Lin Shidong           | Wang Chuqin          |
| 2025 (de)  | Macao                     | Hugo Calderano        | Lin Shidong           | Liang Jingkun        |
| 2024 (de), | Macao                     | Ma Long (3)           | Lin Gaoyuan           | Tomokazu Harimoto    |
| 2024 (de), | Macao                     | Ma Long (3)           | Lin Gaoyuan           | Wang Chuqin          |
| 2020 (de)  | Weihai                    | Fan Zhendong (4)      | Ma Long (2)           | Tomokazu Harimoto    |
| 2019 (de)  | Chengdu                   | Fan Zhendong (3)      | Tomokazu Harimoto     | Lin Yun-ju           |
| 2018 (de)  | Disneyland Paris          | Fan Zhendong (2)      | Timo Boll (4)         | Lin Gaoyuan          |
| 2017 (de)  | Liège                     | Dimitrij Ovtcharov    | Timo Boll (3)         | Ma Long              |
| 2016 (de)  | Sarrebruck                | Fan Zhendong          | Xu Xin                | Wong Chun-ting       |
| 2015 (de)  | Halmstad                  | Ma Long (2)           | Fan Zhendong          | Dimitrij Ovtcharov   |
| 2014 (de)  | Düsseldorf                | Zhang Jike (2)        | Ma Long               | Timo Boll            |
| 2013 (de)  | Pepinster (Hall du Paire) | Xu Xin                | Vladimir Samsonov     | Dimitrij Ovtcharov   |
| 2012 (de)  | Liverpool                 | Ma Long               | Timo Boll (2)         | Vladimir Samsonov    |
| 2011 (de)  | Paris                     | Zhang Jike            | Wang Hao (3)          | Joo Se-hyuk          |
| 2010 (de)  | Magdebourg                | Wang Hao (3)          | Zhang Jike            | Timo Boll            |
| 2009 (de)  | Moscou                    | Vladimir Samsonov (3) | Chen Qi               | Ma Long              |
| 2008 (de)  | Liège                     | Wang Hao (2)          | Timo Boll             | Ma Long              |
| 2007 (de)  | Barcelone                 | Wang Hao              | Ryu Seung-min         | Wang Liqin           |
| 2006 (de)  | Paris                     | Ma Lin (4)            | Wang Hao (2)          | Wang Liqin           |
| 2005 (de)  | Liège                     | Timo Boll (2)         | Wang Hao              | Ma Lin               |
| 2004 (de)  | Hangzhou                  | Ma Lin (3)            | Kalínikos Kreánga (2) | Wang Hao             |
| 2003 (de)  | Jiangyin                  | Ma Lin (2)            | Kalínikos Kreánga     | Wang Liqin           |
| 2002 (de)  | Jinan                     | Timo Boll             | Kong Linghui          | Zoran Primorac       |
| 2001 (de)  | Courmayeur                | Vladimir Samsonov (2) | Wang Liqin            | Jörg Roßkopf         |
| 2000 (de)  | Yangzhou                  | Ma Lin                | Kim Taek-soo          | Wang Liqin           |
| 1999 (de)  | Xiaolan                   | Vladimir Samsonov     | Werner Schlager       | Zoran Primorac       |
| 1998 (de)  | Shantou                   | Jörg Roßkopf          | Kim Taek-soo          | Zoran Primorac       |
| 1997 (de)  | Nîmes                     | Zoran Primorac        | Kong Linghui          | Vladimir Samsonov    |
| 1996 (de)  | Nîmes                     | Liu Guoliang          | Jan-Ove Waldner       | Vladimir Samsonov    |
| 1995 (de)  | Nîmes                     | Kong Linghui          | Jörg Roßkopf          | Liu Guoliang         |
| 1994 (de)  | Taipei                    | Jean-Philippe Gatien  | Jean-Michel Saive     | Zoran Primorac       |
| 1993       | Guangzhou                 | Zoran Primorac        | Wang Tao              | Wenguan Johnny Huang |
| 1992       | Hô Chi Minh               | Ma Wenge (2)          | Kim Taek-soo          | Yoo Nam-kyu          |
| 1991       | Kuala Lumpur              | Jörgen Persson        | Jean-Philippe Gatien  | Jan-Ove Waldner      |
| 1990       | Chiba                     | Jan-Ove Waldner       | Ma Wenge              | Chen Longcan (en)    |
| 1989       | Nairobi                   | Ma Wenge              | Andrzej Grubba (2)    | Mikael Appelgren     |
| 1988       | Guangzhou & Wuhan         | Andrzej Grubba        | Chen Longcan (en)     | Jiang Jialiang       |
| 1987       | Macao                     | Teng Yi (en)          | Jiang Jialiang (2)    | Andrzej Grubba       |
| 1986       | Port-d'Espagne            | Chen Longcan (en)     | Jiang Jialiang        | Kim Wan              |
| 1985       | Foshan                    | Chen Xinhua (en)      | Andrzej Grubba        | Jiang Jialiang       |
| 1984       | Kuala Lumpur              | Jiang Jialiang        | Kim Wan               | Ulf Bengtsson        |
| 1983       | Barbade                   | Mikael Appelgren      | Jan-Ove Waldner       | Erik Lindh           |
| 1982       | Hong Kong                 | Guo Yuehua (2)        | Mikael Appelgren      | Xie Saike (en)       |
| 1981       | Kuala Lumpur              | Tibor Klampár         | Xie Saike (en)        | Guo Yuehua           |
| 1980       | Hong Kong                 | Guo Yuehua            | Li Zhenshi (en)       | Josef Dvoracek       |

| Année | Vainqueur       | Finaliste             | Lieu      |
| ----- | --------------- | --------------------- | --------- |
| 2024  | Wang Chuqin (3) | Tomokazu Harimoto (3) | Fukuoka   |
| 2023  | Wang Chuqin (2) | Fan Zhendong          | Doha      |
| 2022  | Wang Chuqin     | Tomokazu Harimoto (2) | Xinxiang  |
| 2021, | Fan Zhendong    | Tomokazu Harimoto     | Singapour |

## Palmarès femmes
Coupe du monde ITTF
| Année     | Lieu         | Or               | Argent            | Bronze             |
| --------- | ------------ | ---------------- | ----------------- | ------------------ |
| 2025 (de) | Macao        | Sun Yingsha (2)  | Kuai Man          | Mima Ito           |
| 2025 (de) | Macao        | Sun Yingsha (2)  | Kuai Man          | Chen Xingtong      |
| 2024      | Macao        | Sun Yingsha      | Wang Manyu        | Chen Meng          |
| 2024      | Macao        | Sun Yingsha      | Wang Manyu        | Miwa Harimoto      |
| 2020      | Weihai       | Chen Meng        | Sun Yingsha       | Mima Ito           |
| 2019      | Chengdu      | Liu Shiwen (5)   | Zhu Yuling (2)    | Feng Tianwei       |
| 2018      | Chengdu      | Ding Ning (3)    | Zhu Yuling        | Cheng I-ching      |
| 2017      | Markham      | Zhu Yuling       | Liu Shiwen        | Cheng I-ching      |
| 2016      | Philadelphie | Miu Hirano       | Cheng I-ching     | Feng Tianwei       |
| 2015      | Sendai       | Liu Shiwen (4)   | Kasumi Ishikawa   | Petrissa Solja     |
| 2014      | Linz         | Ding Ning (2)    | Li Xiaoxia (2)    | Kasumi Ishikawa    |
| 2013      | Kobe         | Liu Shiwen (3)   | Wu Yang (en)      | Feng Tianwei       |
| 2012      | Huangshi     | Liu Shiwen (2)   | Elizabeta Samara  | Shen Yanfei        |
| 2011      | Singapour    | Ding Ning        | Li Xiaoxia        | Tie Yana           |
| 2010      | Kuala Lumpur | Guo Yan (2)      | Jiang Huajun (en) | Guo Yue            |
| 2009      | Guangzhou    | Liu Shiwen       | Guo Yue           | Li Xiaoxia         |
| 2008      | Kuala Lumpur | Li Xiaoxia       | Tie Yana          | Feng Tianwei       |
| 2007      | Chengdu      | Wang Nan (4)     | Zhang Yining (2)  | Guo Yue            |
| 2006      | Ürümqi       | Guo Yan          | Zhang Yining      | Li Jiawei          |
| 2005      | Guangzhou    | Zhang Yining (4) | Guo Yan           | Ai Fukuhara        |
| 2004      | Hangzhou     | Zhang Yining (3) | Wang Nan (2)      | Tie Yana           |
| 2003      | Hong Kong    | Wang Nan (3)     | Niu Jianfeng      | Zhang Yining       |
| 2002      | Singapour    | Zhang Yining (2) | Li Nan            | Tie Yana           |
| 2001      | Wuhu         | Zhang Yining     | Kim Hyon-hui (en) | Mihaela Steff      |
| 2000      | Phnom Penh   | Li Ju            | Wang Nan          | Sun Jin            |
| 1998      | Taipei       | Wang Nan (2)     | Li Ju (2)         | Chen-Tong Fei-Ming |
| 1997      | Shanghai     | Wang Nan         | Li Ju             | Li Chunli          |
| 1996      | Hong Kong    | Deng Yaping      | Yang Ying         | Wang Chen          |

| Année | Vainqueur       | Finaliste     | Lieu      |
| ----- | --------------- | ------------- | --------- |
| 2024  | Wang Manyu      | Chen Xingtong | Fukuoka   |
| 2023  | Sun Yingsha (3) | Wang Yidi (2) | Nagoya    |
| 2022  | Sun Yingsha (2) | Chen Meng     | Xinxiang  |
| 2021  | Sun Yingsha     | Wang Yidi     | Singapour |

## Participants
Les participants sont, en tenant compte du fait qu'un pays ne peut avoir plus de 2 joueurs qualifiés :
- Le champion du monde
- Les 3 premiers du championnat d'Asie et les 3 premiers du championnat d'Europe
- Les 2 premiers du championnat des Amériques
- Le champion d'Afrique et le champion d'Océanie
- Un joueur du pays organisateur
- Un joueur invité (wild card) par l'ITTF
- Les autres places sont attribuées aux joueurs suivants des championnats continentaux dans l'ordre de leur classement mondial ITTF.

En tout, il y a 20 participants.
Jusqu'en 2017, sauf lors de l'essai de 2013, le tenant du titre était automatiquement qualifié.

## Coupe du monde par équipes
Une coupe du monde par équipe est aussi organisée par l'ITTF.
Cette compétition bisannuelle regroupe actuellement 12 équipes : les champions continentaux, les pays les mieux classés aux Championnats du monde et le pays organisateur. En 2023, les épreuves hommes et femmes sont remplacés par une épreuve mixte.

### Palmarès hommes
| Année     | Lieu       | Or           | Argent         | Bronze         |
| --------- | ---------- | ------------ | -------------- | -------------- |
| 2019 (de) | Tokyo      | Chine        | Corée du Sud   | Japon          |
| 2019 (de) | Tokyo      | Chine        | Corée du Sud   | Taipei chinois |
| 2018 (de) | Londres    | Chine        | Japon          | Corée du Sud   |
| 2018 (de) | Londres    | Chine        | Japon          | Angleterre     |
| 2015 (de) | Dubaï      | Chine        | Autriche       | Taipei chinois |
| 2015 (de) | Dubaï      | Chine        | Autriche       | Portugal       |
| 2013      | Guangzhou  | Chine        | Taipei chinois | Japon          |
| 2013      | Guangzhou  | Chine        | Taipei chinois | Égypte         |
| 2011      | Magdebourg | Chine        | Corée du Sud   | Japon          |
| 2011      | Magdebourg | Chine        | Corée du Sud   | Allemagne      |
| 2010      | Dubaï      | Chine        | Corée du Sud   | Allemagne      |
| 2010      | Dubaï      | Chine        | Corée du Sud   | Autriche       |
| 2009      | Linz       | Chine        | Corée du Sud   | Allemagne      |
| 2009      | Linz       | Chine        | Corée du Sud   | Hong Kong      |
| 2007      | Magdebourg | Chine        | Hong Kong      | Corée du Sud   |
| 2007      | Magdebourg | Chine        | Hong Kong      | Autriche       |
| 1995      | Atlanta    | Corée du Sud | Allemagne      | Japon          |
| 1995      | Atlanta    | Corée du Sud | Allemagne      | États-Unis     |
| 1994      | Nîmes      | Chine        | Suède          | France         |
| 1994      | Nîmes      | Chine        | Suède          | Belgique       |
| 1991      | Barcelone  | Chine        | Suède          | France         |
| 1991      | Barcelone  | Chine        | Suède          | Corée du Nord  |
| 1990      | Chiba      | Suède        | Corée du Sud   | Corée du Nord  |
| 1990      | Chiba      | Suède        | Corée du Sud   | Angleterre     |

### Palmarès femmes
| Année | Lieu       | Or     | Argent        | Bronze         |
| ----- | ---------- | ------ | ------------- | -------------- |
| 2019  | Tokyo      | Chine  | Japon         | Taipei chinois |
| 2019  | Tokyo      | Chine  | Japon         | Corée du Sud   |
| 2018  | Londres    | Chine  | Japon         | Corée du Nord  |
| 2018  | Londres    | Chine  | Japon         | Hong Kong      |
| 2015  | Dubaï      | Chine  | Corée du Nord | Japon          |
| 2015  | Dubaï      | Chine  | Corée du Nord | Singapour      |
| 2013  | Guangzhou  | Chine  | Japon         | Hong Kong      |
| 2013  | Guangzhou  | Chine  | Japon         | Singapour      |
| 2011  | Magdebourg | Chine  | Japon         | Hong Kong      |
| 2011  | Magdebourg | Chine  | Japon         | Singapour      |
| 2010  | Dubaï      | Chine  | Singapour     | Corée du Sud   |
| 2010  | Dubaï      | Chine  | Singapour     | Japon          |
| 2009  | Linz       | Chine  | Singapour     | Hong Kong      |
| 2009  | Linz       | Chine  | Singapour     | Japon          |
| 2007  | Magdebourg | Chine  | Corée du Sud  | Hong Kong      |
| 2007  | Magdebourg | Chine  | Corée du Sud  | Hongrie        |
| 1995  | Atlanta    | Chine  | Roumanie      | Corée du Sud   |
| 1995  | Atlanta    | Chine  | Roumanie      | Hongrie        |
| 1994  | Nîmes      | Russie | Allemagne     | Pays-Bas       |
| 1994  | Nîmes      | Russie | Allemagne     | Hong Kong      |
| 1991  | Barcelone  | Chine  | Corée du Sud  | Japon          |
| 1991  | Barcelone  | Chine  | Corée du Sud  | Corée du Nord  |
| 1990  | Chiba      | Chine  | Corée du Nord | Japon          |
| 1990  | Chiba      | Chine  | Corée du Nord | Corée du Sud   |

### Palmarès équipes mixtes
| Année | Lieu    | Or    | Argent       | Bronze    |
| ----- | ------- | ----- | ------------ | --------- |
| 2024  | Chengdu | Chine | Corée du Sud | Hong Kong |
| 2023  | Chengdu | Chine | Corée du Sud | Japon     |

## Sources
- Coupe du monde sur le site de l'ITTF.